# Michael Davitt-brug
De Michael Davitt-brug is een draaibrug in het Ierse graafschap Mayo, die Achill Island met het Ierse vasteland bij het Corraun schiereiland verbindt. De brug is genoemd naar Michael Davitt, een Iers politicus en de grondlegger van de Irish Land League. Hij is eigendom van het graafschapsbestuur van Mayo.
De brug is onderdeel van de R319, die loopt van Mulrany aan de N59 tot bij Achill Head, de meest westelijke punt van het eiland. Het is de derde brug op deze plaats. De oorspronkelijke brug, in 1887 officieel geopend door Michael Davitt, was na de oorlog te klein geworden voor het toenemende autoverkeer. Hij werd in 1947 vervangen door een nieuwe brug, die net ten zuiden van de eerste brug werd gebouwd. Deze nieuwe brug kreeg dezelfde naam als de oude brug. Omdat ook deze brug niet meer kon voldoen aan de toegenomen verkeersstroom, is hij in 2009 vervangen door een nieuwe brug.